# Моровая
Моровая (рум. Morovaia) — село в Оргіївському районі Молдови. Входить до складу комуни, адміністративним центром якої є село Требужень.

## Населення
За даними перепису населення 2004 року у селі проживали 224 особи.
Національний склад населення села:
| Національність   | Кількість осіб | Відсоток   |
| ---------------- | -------------- | ---------- |
| молдавани румуни | 223 1          | 99,6% 0,4% |
| Всього           | 224            | 100%       |